# Lucian W. Pye
Lucian Wilmot Pye (* 21. Oktober 1921 in Fenzhou (China); † 5. September 2008 in Boston) war ein US-amerikanischer Sinologie  und Politikwissenschaftler, der als Professor am Massachusetts Institute of Technology (MIT) lehrte und 1988/89 als Präsident der American Political Science Association (APSA) amtierte. Er galt zu seiner Wirkungszeit als einer der besten China-Kenner in den Vereinigten Staaten.
Pye wuchs als Kind amerikanischer Missionare im Nordwesten Chinas auf und kam erst zur College-Ausbildung in die USA. Er machte seinen Bachelor-Abschluss am Carleton College in Minnesota. Am Ende des Zweiten Weltkrieges kehrte er als Nachrichtenoffizier nach China zurück. Nach Abschluss des Militäreinsatzes studierte er an der Yale University und war Mitglied einer Forschungsgruppe, zu der auch Harold Dwight Lasswell, Nathan Leites und Gabriel Almond gehörten. Die Gruppe analysierte die psychologischen, soziologischen und anthropologischen Elemente internationaler Angelegenheiten, was eine Abkehr vom klassischen Realismus in der politikwissenschaftlichen Teildisziplin bedeutete. 1956 wechselte er als Professor an das MIT und beteiligte sich dort am Aufbau des Department of Political Science. Am MIT blieb er 40 Jahre.
1962 wurde Pye in die American Academy of Arts and Sciences gewählt.

## Schriften (Auswahl)
- The spirit of Chinese politics. Harvard University Press, Cambridge, Mass. 1992.
- mit Mary W. Pye: Asian Power and Politics: The Cultural Dimensions of Authority. Harvard University Press, Cambridge 1985.
- Mao Tse-tung. The man in the leader. Basic Books, New York 1976.
- Warlord politics. Conflict and coalition in the modernization of Republican China. Praeger, New York 1971.
- Southeast Asia’s political systems. Prentice-Hall , Englewood Cliffs 1967.